# Luthereiche Leuben

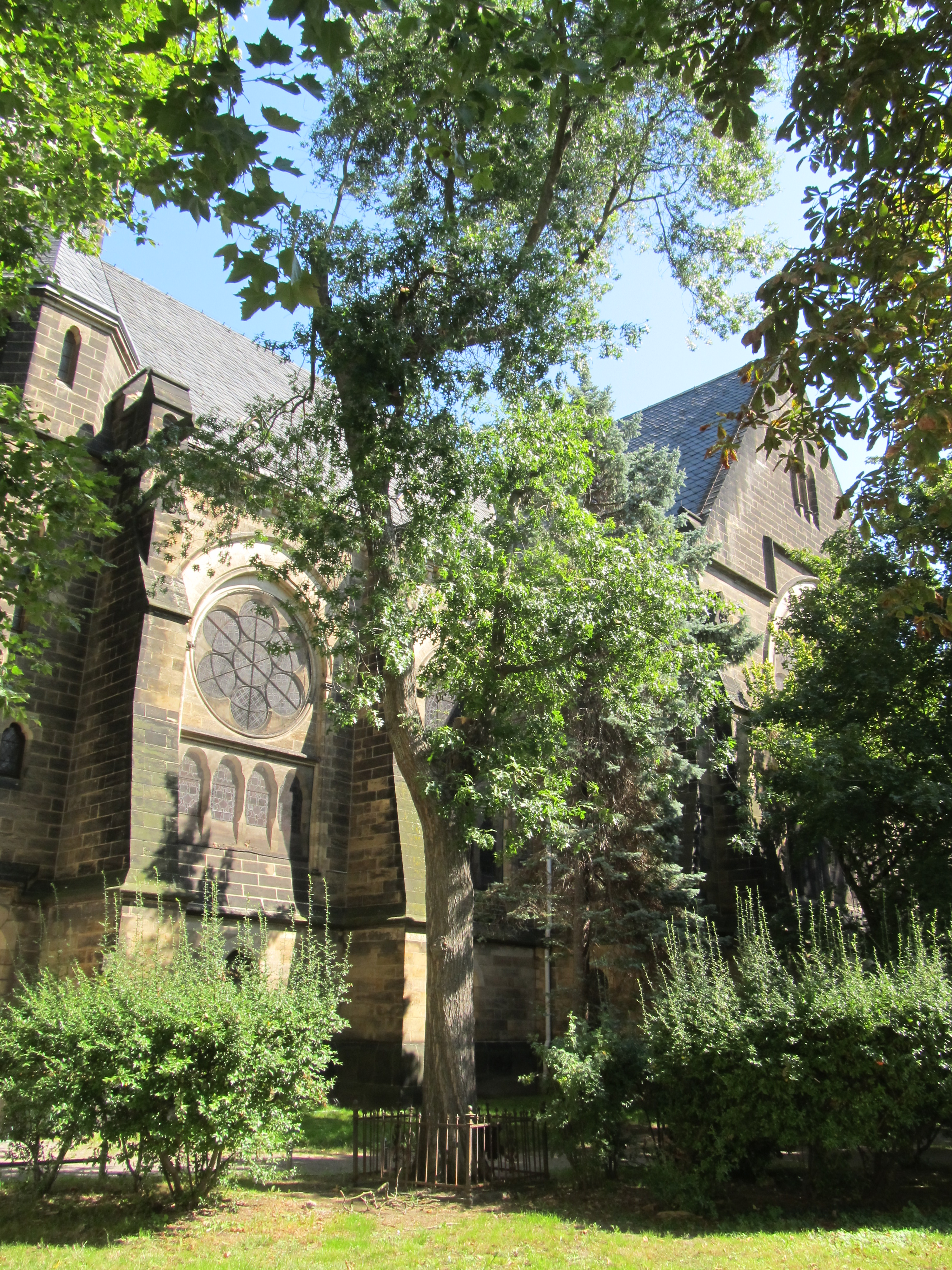
Luthereiche neben der Himmelfahrtskirche, 2017

Die Luthereiche Leuben ist ein 1883 anlässlich des 400. Geburtstags des Reformators Martin Luther gepflanzter Gedenkbaum im Dresdner Stadtteil Leuben. Der Baum, eine Sumpf-Eiche (Quercus palustris Münchh.), steht in Altleuben neben der Himmelfahrtskirche und wird von einem schmiedeeisernen Zierzaun umgeben. Aufgrund seiner personengeschichtlichen, kulturgeschichtlichen und ortsgeschichtlichen Bedeutung steht der Baum mit der Einfriedung und einer daran angebrachten Metalltafel als sächsisches Kulturdenkmal unter Schutz.

## Geschichte
Nachdem am 31. Oktober 1817 vor dem Turm der (alten) Leubener Kirche anlässlich des 300. Jahrestages von Luthers Thesenanschlag eine Reformationseiche gepflanzt wurde, regte der Gemeinderat im späten 19. Jahrhundert an, aus Anlass des 400. Geburtstages ebenfalls eine Eiche zu pflanzen. Das Pflanzen von Gedenkbäumen war in der zweiten Hälfte des 19. Jahrhunderts eine verbreitete Sitte bürgerlicher Vereine und erfolgte anlässlich des Lutherjahres vielerorts.

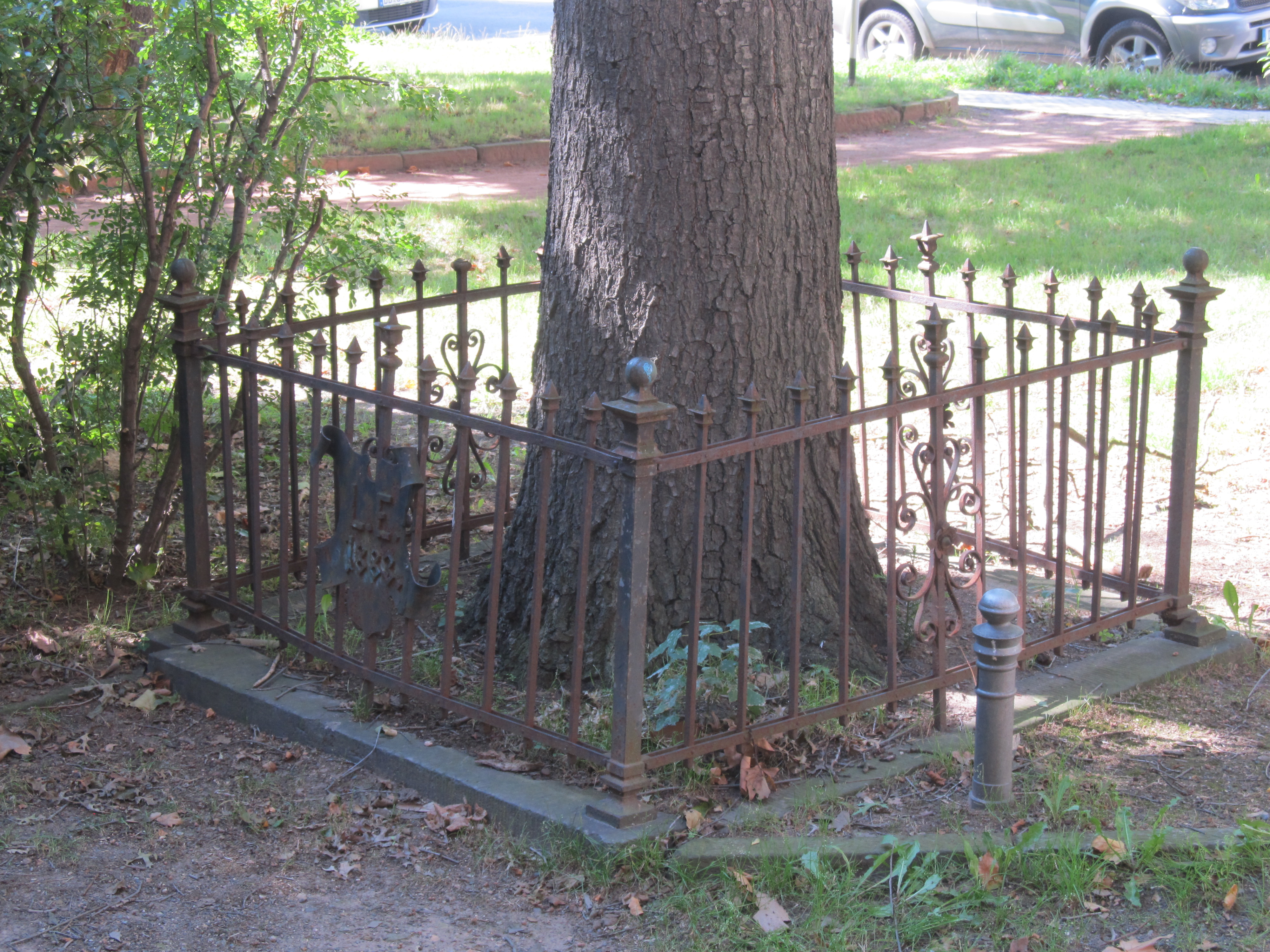
Zaun mit Tafel, Zustand vor der Restaurierung

Der Gemeinderat hatte zur Pflanzung am 22. September 1883 ein kleines Stück Land an die Kirchgemeinde abgetreten. Der Baum erhielt einen schmiedeeisernen Zaun. Eine Tafel mit der Inschrift „L. E. 1883“ weist auf den Anlass der Pflanzung hin.
In den Jahren 1899 bis 1901 erfolgte der Neubau einer größeren Kirche, der Himmelsfahrtskirche, neben der infolge des Bevölkerungswachstums zu klein gewordenen alten Kirche. Dafür mussten weder die Reformationseiche, noch die Luthereiche gefällt werden.
Im Jahr 2017, 500 Jahre nach dem Thesenanschlag, war die zwischenzeitlich als Kulturdenkmal unter Schutz gestellte Einfriedung der Eiche nicht mehr ansehnlich. Das Amt für Stadtgrün finanzierte zusammen mit dem Ortsamt Leuben die 5000 Euro teure Restaurierung. Die Kirchgemeinde spendete im Gegenzug die Kollekte des Reformationstags.